# Чемпіонат світу з літнього біатлону 2013
18-й чемпіонат світу з літнього біатлону проходив в італійському місті Форні-Авольтрі з 18 по 28 липня 2013 року.
Серед дорослих спортсменів та юніорів було розіграно 10 комплектів медалей з таких біатлонних дисциплін: спринт, гонка переслідування, змішана естафета.

## Учасники
В чемпіонаті брали участь 19 команд з таких країн:
- Бельгія
- Болгарія
- Боснія і Герцеговина
- Велика Британія
- Італія
- Іспанія
- Латвія
- Литва
- Молдова
- Північна Македонія
- Норвегія
- Румунія
- Росія
- Сербія
- Словаччина
- Словенія
- Туреччина
- Хорватія
- Чехія

## Розклад
Розклад чемпіонату (час місцевий, UTC+1):
| Дата     | Час   | Гонка                                   |
| -------- | ----- | --------------------------------------- |
| 18 липня | 13:00 | Змішана естафета (юніори)               |
| 18 липня | 13:00 | Змішана естафета                        |
| 20 липня | 09:45 | Спринт, юніорки, 7,5 км                 |
| 20 липня | 12:00 | Спринт, чоловіки, 10 км                 |
| 20 липня | 14:30 | Спринт, жінки, 7,5 км                   |
| 20 липня | 16:30 | Спринт, юніори, 10 км                   |
| 21 липня | 09:30 | Гонка переслідування, юніорки, 10 км    |
| 21 липня | 11:15 | Гонка переслідування, чоловіки, 12,5 км |
| 21 липня | 13:15 | Гонка переслідування, жінки, 10 км      |
| 21 липня | 15:00 | Гонка переслідування, юніори, 12,5 км   |

## Результати гонок чемпіонату

### Юніори

#### Чоловіки
| Гонка:                                        | Золото:           | Час               | Срібло:                    | Час             | Бронза:                    | Час             |
| Спринт, юніори, 10 км Протокол                | Томас Вожик Чехія | 27:40.8 (1+0)     | Діно Буткович Хорватія     | +4.8 (0+2)      | Дімітар Герджиков Болгарія | +31.2 (0+3)     |
| Гонка переслідування, юніори 12,5 км Протокол | Томас Вожик Чехія | 37:07.4 (1+0+0+3) | Дімітар Герджиков Болгарія | +28.7 (1+0+1+1) | Діно Буткович Хорватія     | +59.0 (1+2+1+2) |

#### Жінки
| Гонка:                                       | Золото:                     | Час               | Срібло:                   | Час               | Бронза:                 | Час               |
| Спринт, юніорки 7,5 км Протокол              | Пауліна Фіалкова Словаччина | 23:49.9 (1+0)     | Івона Фіалкова Словаччина | +56.6 (1+0)       | Наталія Шалаєва Росія   | +1:54.4 (2+1)     |
| Гонка переслідування, юніорки 10 км Протокол | Пауліна Фіалкова Словаччина | 33:20.6 (1+3+2+0) | Івона Фіалкова Словаччина | +1:12.4 (1+0+2+2) | Крістіна Ільченко Росія | +1:56.0 (1+0+2+3) |

#### Змішана естафета
| Гонка:                                          | Золото:                                                            | Час                                                       | Срібло:                                                        | Час                                                     | Бронза:                                                                | Час                                                     |
| Змішана естафета 2 x 6 км + 2 x 7,5 км Протокол | Росія Наталія Шалаєва Крістіна Ільченко Ігор Прощенко Антон Свотін | 1:20:38.5 (0+1) (0+1) (0+0) (1+3) (0+3) (0+3) (2+3) (0+1) | Чехія Джессіка Жислова Павла Салдова Адам Вацлавик Томас Вожик | +1:06.1 (0+1) (1+3) (0+1) (0+0) (0+3) (1+3) (0+0) (1+3) | Італія Кармен Рунггальдьє Ліза Віттоцці Майкол Деметц Андреас Плайкнер | +2:32.0 (1+3) (0+1) (0+1) (0+0) (0+2) (2+3) (0+3) (0+0) |

### Дорослі

#### Чоловіки
| Гонка:                                           | Золото:               | Час               | Срібло:                  | Час            | Бронза:                | Час             |
| Спринт, чоловіки, 10 км Протокол                 | Лукас Гофер Італія    | 25:25.2 (1+0)     | Томаш Гасілла Словаччина | +26.8 (0+1)    | Симон Кочевар Словенія | +30.4 (0+1)     |
| Гонка переслідування, чоловіки, 12,5 км Протокол | Клемен Бауер Словенія | 34:29.7 (1+0+1+1) | Лукас Гофер Італія       | +9.4 (2+1+1+1) | Маркус Віндіш Італія   | +11.2 (0+0+1+0) |

#### Жінки
| Гонка:                                      | Золото:              | Час               | Срібло:            | Час               | Бронза:                           | Час               |
| Спринт, жінки, 7,5 км Протокол              | Доротея Вірер Італія | 23:37.2 (0+1)     | Їтка Ландова Чехія | +11.7 (1+2)       | Карін Обергофер Італія            | +41.6 (2+1)       |
| Гонка переслідування, жінки, 10 км Протокол | Їтка Ландова Чехія   | 32:07.1 (0+1+0+4) | Анна Фроліна Росія | +2:34.3 (1+2+2+0) | Вікторія Падіаль Ернандес Іспанія | +3:02.1 (2+0+1+1) |

#### Змішана естафета
| Гонка:                                          | Золото:                                                                       | Час                                                       | Срібло:                                                                       | Час                                                  | Бронза:                                                                   | Час                                                     |
| Змішана естафета 2 x 6 км + 2 x 7,5 км Протокол | Росія Олександра Алікіна КОльга Шестерікова Олександр Шрейдер Андрій Прокунін | 1:18:00.8 (0+2) (0+0) (0+2) (1+3) (0+0) (0+2) (0+0) (1+3) | Італія Алексія Рунггальдьє Ніколь Гонтьє Бенджамін Плайкнер Джузеппе Монтелло | +8.3 (0+1) (0+2) (0+0) (0+1) (0+3) (0+1) (1+3) (0+1) | Словаччина Пауліна Фіалкова Терезія Полякова Матей Казар Мирослав Матяшко | +2:11.5 (0+1) (1+3) (0+3) (2+3) (1+3) (0+1) (0+0) (0+1) |

## Медальний залік
| Місце | Країна     |   |   |   | Всього |
| ----- | ---------- | - | - | - | ------ |
| 1     | Чехія      | 3 | 2 | 0 | 5      |
| 2     | Словаччина | 2 | 3 | 1 | 6      |
| 3     | Італія     | 2 | 2 | 3 | 7      |
| 4     | Росія      | 2 | 1 | 2 | 5      |
| 5     | Словенія   | 1 | 0 | 1 | 2      |
| 6     | Болгарія   | 0 | 1 | 1 | 2      |
| 6     | Хорватія   | 0 | 1 | 1 | 2      |
| 8     | Іспанія    | 0 | 0 | 1 | 1      |

| Місце | Країна     |   |   |   | Всього |
| ----- | ---------- | - | - | - | ------ |
| 1     | Італія     | 2 | 2 | 2 | 6      |
| 2     | Росія      | 1 | 1 | 0 | 2      |
| 2     | Чехія      | 1 | 1 | 0 | 2      |
| 4     | Словенія   | 1 | 0 | 1 | 2      |
| 5     | Словаччина | 0 | 1 | 1 | 2      |
| 6     | Іспанія    | 0 | 0 | 1 | 1      |

| Місце | Країна     |   |   |   | Всього |
| ----- | ---------- | - | - | - | ------ |
| 1     | Словаччина | 2 | 2 | 0 | 4      |
| 2     | Чехія      | 2 | 1 | 0 | 3      |
| 3     | Росія      | 1 | 0 | 2 | 3      |
| 4     | Болгарія   | 0 | 1 | 1 | 2      |
| 4     | Хорватія   | 0 | 1 | 1 | 2      |
| 6     | Італія     | 0 | 0 | 1 | 1      |